# Hewitt Estates
Hewitt Estates est une communauté située dans la province d'Alberta, dans le comté de Sturgeon.